# Le Roi sur le seuil
Le Roi sur le seuil (titre original : The King Beyond the Gate) est une suite du roman Légende de l'auteur britannique David Gemmel paru en 1985 pour sa version originale et en 2001 pour sa traduction française.

## Publication française
- Éditions Bragelonne, mai 2001  (ISBN 978-2914370073)
- Éditions Milady, juin 2009  (ISBN 978-2811201289)
- Éditions Bragelonne, mai 2011  (ISBN 978-2352944959) (collection Bragelonne 10e anniversaire)
- Éditions Milady, octobre 2014  (ISBN 978-2811213220)
- Éditions Bragelonne, octobre 2016  (ISBN 979-1028101480) : édition stars

## Résumé
L'histoire se déroule environ un siècle après le siège de Dros Delnoch par les Nadirs d'Ulric. Descendant, pour des raisons d'alliances, à la fois d'Ulric et de Regnak qui furent deux adversaires acharnés lors du siège de Dros Delnoch, Tenaka Khan n'est à sa place nulle part. Rejeté par les Nadirs comme par les Drenaïs, il entre dans le "Dragon", le corps d'élite de l'armée Drenaï. Mais Ceska le tyran le dissout au profit de ses Unis, créatures mi-homme mi-bête. Quinze ans après, le Dragon se reforme pour défaire l'empereur, mais il est balayé par ses Unis. Après la mort de sa femme, Tenaka, rongé par le remords d'avoir refusé de reprendre les armes aux côtés de ses amis pour l'insurrection, décide de tuer Ceska.

## Intrigue
Ceska l'empereur cruel des Drenaï a fait massacrer la majorité des soldats de l'unité d'élite du Dragon. Tenaka qui était en retraite en territoire Vagrian lors de cette bataille a des remords. A la mort de sa femme, il se sent obligé de venger ses anciens compagnons. En route pour aller assassiner Ceska, Tenaka rencontre une femme Uni (mi-femme, mi-bête) et un ancien compagnon du Dragon, Ananaïs. Avec eux ses plans changent et l'assassinat qu'il projetait envers Ceska se transforme petit à petit en rébellion contre l'empereur dans la région de Skoda...

## Dénouement
Tenaka parvient à prendre la tête des tribus Nadires et affronte Ceska lors d'une ultime bataille dans la région de Skoda où il sauve les derniers rebelles. À la suite de cette bataille Tenaka retourne comme il l'avait promis en terres Nadires où il fait face à plusieurs guerres civiles. Renya lui donna trois fils mais environ dix ans après la défaite de Ceska, elle mourut en couches. 
Tenaka Khan réunit alors son armée et partit pour Dros Delnoch, où l'attendaient ses anciens amis  : Rayvan, reine populaire, Lake, général talentueux à la tête du Dragon qu'il a reformé, et Scaler, Comte de Delnoch ayant épousé Ravenna. Acuas part refonder l'ordre des Trente dont Ceorl est la première recrue.

## Personnages
- Anciens compagnons du Roi sur le seuil  :

Tenaka Khan, le Prince des Ombres, Danse-Lames, métisse aux yeux violets, descendant du Comte de Bronze Regnak par son père drenaï Hogun et du grand Khan Ulric par sa mère nadire Shillat.
Illae, épouse achetée par Tenaka lorsqu’il vivait en Ventria, morte de maladie.
Estas, comptable vagrian de Tenaka.
Ananaïs, dit le Guerrier Doré, géant blond, fils de patricien et officier du Dragon devenu gladiateur et héros au visage défiguré.
Decado, dit le Tueur Glacé, bretteur hors pair, meilleur combattant de son temps..
Beltzer et Elias, membres du Dragon.
Baris, général du Dragon.
- Nouveaux compagnons du Roi sur le seuil  :

Tenaka Khan, le Khan des Ombres, le Porteur de torche, a juré de venger ses anciens compagnons en tuant Ceska le tyran
Masque Noir, le Fléau de Ceska, nouvelle identité d’Ananaïs héros de la résistance au tyran
Decado, prêtre de la Source féru de jardinage et de botanique, nouveau chef des Trente
Renya, Unie créée à partir d’une panthère, autrefois une enfant infirme
Scaler, de son vrai nom Arvan, Comte de Bronze en fuite avec son garde du corps Belder pour échapper aux tueurs de Ceska
Galand, ancien membre du Dragon ; Parsal, frère de Galand, autrefois recalé à l’entrée du Dragon
Païen, de son vrai nom Kataskicana, roi noir venu dans l’ouest pour tuer Ceska, jugé responsable du massacre des siens
- Résistants au tyran :

Aulin, Arcaniste, prêtre de la Source, ancien conseiller de Ceska, sauveur et protecteur de Renya
Rayvan, dirigeante de la rébellion des montagnards de la région de Skoda contre l’empereur Ceska, se prétend la descendante de Druss
Laska, époux de Rayvan ; Geddis, fils de Rayvan, tous les deux tués par les soldats de Ceska
Lake et Lucas, fils de Rayvan ; Ravenna, fille de Rayvan
Valtaya, herboriste et rebouteuse amoureuse de Masque Noir
Abaddon, Abbé des Épées, refondateur et chef des Trente avant de conférer ses fonctions à Decado
Acuas, Cœur des Trente ; Balan, Yeux des Trente ; Katan, Âme des Trente
Astin, Lannad, Oward, Toris… prêtres guerriers de la Source membres des Trente
Irit et Turs, chefs skodas ; Olar, soldat skoda
Oranda, chef de section sous les ordres de Galand, possédé par un Templier noir pour tenter d’assassiner Rayvan
Larcas, aubergiste de Sousa ; Ilter, aubergiste de Skoda à qui Païen confie Parise et son enfant
Leppoe, émigrant vagrian, bâtisseur et ingénieur au service d’Ananaïs et de Rayvan
- Partisans du tyran :

Ceska, empereur drenaï
Eertik, 1er ministre de Ceska
Darik, général en chef de Ceska, remplaçant de Baris
Karespa, général de la Légion
Breight, dit le Survivant, diplomate impérial
Padaxes, chef des Templiers noirs ; Maymon, nouveau chef des Templiers Noirs après la mort de Padaxes
Caphas, officier des Templiers noirs toxicomane
Matrax, officier impérial, nouveau gardien de Dros Delnoch après l’assassinat d’Orrin par Ceska
Malif, officier impérial à Souza qui condamne Valtaya pour sorcellerie et sédition
Argonis, officier impérial ; Egon et Lepus, éclaireurs impériaux drenaïs sous les ordres d’Argonis
Paldin, gan des portes sud de Dros Delnoch
Silius le Magister, riche citoyen drenaï
Vorak, habitant de Skoda rival de Rayvan
- Nadirs :

Jongir, grand-père de Tenaka, khan qui a tenté d’envahir Drenaï, mais qui a été repoussé vaincu lors de la 2e guerre nadire
Shillat, mère de Tenaka mariée par traité au drenaï Hogun
Asta Khan, chaman nadir des Têtes-de-Loups
Abadaï Boit-la-Foi, descendant d’Ulric et cousin de Tenaka, chef nadir
Shirrat Langue-de-Couteau, descendant d’Ulric et cousin de Tenaka, chef nadir
Tsuboy Selle-de-Crâne, descendant d’Ulric et cousin de Tenaka, chef nadir
Purtsaï, champion nadir envoyé par Tsuboy pour tuer Tenaka
Murapi, maître de guerre nommé par Tenaka, ensuite pour trahison
Nagati, assassin envoyé par Murapi pour tuer Tenaka
Subodaï, guerrier de la tribu des Lances, 1er fidèle de Tenaka
Gitasi, chef d’un groupe de Notas, Nadirs sans clan, 2e fidèle de Tenaka
Ingis, chef Têtes-de-Loup qui a prêté serment à Tsuboy, 3e fidèle de Tenaka
Sember, fils d’Ingis
- Autres :

Magir, chef des Cheiam, mystiques guerriers sathulis vénérant Shalli l’Esprit de la Mort, nommés les Buveurs de Sang ou Fils de Joachim
Raffir, saint homme sathuli, descendant de Joachim
Baldur, chef des brigands qui capturent Tenaka
Ceorl, Melissa, Ariane… enfants sauvés d’une meute d’Unis par Païen
Parise, jeune mère et villageoise drenaïe, sauvée des soldats de Ceska par Païen et Tenaka
Ciall, vieux fou parlant aux fantômes des victimes de Dros Delnoch dans la forteresse abandonnée de Dros Corteswain
Mystique aveugle non nommé qui mène Galand et Parsal au Porteur de torche
Estin, ancien prêtre de la Source, mort le jour même de l’arrivée de Decado au monastère des Trente
Katasi, fils et successeur de Païen ; Bopa, ancien compagnon de Païen
Kias, vieux sage qui a autrefois raconté à Tenaka la parabole des diamants d’argile
Argonin et Ringar, anciens combattants drenaïs réputés
- Légendes du temps jadis :

Ulric, Unificateur des Nadirs ; Nosta Khan, shaman d’Ulric (voir Légende et La Légende de Marche-Mort)
Druss, héros drenaï (voir Légende, Druss la légende, La Légende de Marche-Mort, Loup blanc, Les Épées de la nuit et du jour)
Regnak le Voyageur, Comte de Bronze qui combattit aux côtés de Druss lors du siège de Dros Delnoch (voir 
Légende)
Joachim, ancien prince sathuli qui combattit aux côtés de Regnak lors du siège de Dros Delnoch (voir Légende)
Magnus l’Entailleur, fondateur du Dragon (voir Légende)
Vintar, Âme des Trente lors du siège de Dros Delnoch (voir Légende et Druss la légende)
Serbitar, chef des Trente lors du siège de Dros Delnoch (voir Légende)
Orrin, fils de Regnak, a signé un traité de paix avec les Nadirs ; Hogun, fils d’Orrin et père de Tenaka, marié 
par traité avec la nadire Shillat
Egel, héros drenaï, premier Comte de Bronze (voir Waylander)
Karnak, héros drenaï, (voire Waylander et Waylander II : Dans le royaume du loup)
Gorben, empereur ventrian défait par son ancien ami Druss à la bataille de la passe de Sken (voire Druss la légende)
Bild et Ferloquet, héros du passé
Tertullian, stratège légendaire
Anidigo, prince guerrier amoureux de la Déesse de la Lune qui serait devenu le soleil dans les mythes du pays de Païen

## Commentaires
- Le personnage de Païen fut créé par l'auteur en réaction à une remarque raciste d'un lecteur de Légende[1].
- Decado, dit le « tueur de glace », est le descendant d'Olek Skilgannon, héros des romans Loup blanc et Les Épées de la nuit et du jour.